# Erato (driada)
Erato (gr. Ἐρατώ Eratṓ, łac. Erato ‘Pożądana’, ‘Namiętna’) –  w mitologii greckiej driada z Arkadii, wieszczka.
Była kapłanką boga Pana. Zostało jej także poświęconych kilka wersów w przepowiedni znajdującej się w Megalopolis położonym w pobliżu Acacesium. Erato była poślubiona Arkasowi, synowi Zeusa i Kallisto, któremu powiła trzech synów: Azana, Afidasa oraz Elatosa.